# Diego Godoy
Diego Armando Godoy Vázquez (Limpio, Departamento Central, Paraguay; 1 de abril de 1992) es un futbolista paraguayo. Juega como mediocampista por izquierda y su primer equipo fue Cerro Porteño. Actualmente milita en Tacuary de la División Intermedia.

## Trayectoria

### Unión de Santa Fe
Luego de haber desarrollado toda su carrera en el fútbol guaraní, a mediados de 2016 se suma como refuerzo a Unión de Santa Fe de la Primera División de Argentina. Allí se mantiene durante una temporada, para luego regresar a su país.

### Millonarios
El 16 de enero de 2020 se hace oficial su llegada a Millonarios de la Categoría Primera A de Colombia en condición de préstamo por un año con opción de compra, siendo pedido del entrenador Alberto Gamero. Debuta el 30 de enero ingresando en el segundo tiempo en el empate 1-1 como visitante ante Cúcuta.

## Selección nacional
Integró la Selección Sub-17 de Paraguay que disputó el Sudamericano en Chile en el año 2009.

### Participaciones en Sudamericanos
| Sudamericano                | Sede  | Resultado    |
| --------------------------- | ----- | ------------ |
| Sudamericano Sub-17 de 2009 | Chile | Primera fase |

## Estadísticas
- Actualizado al 14 de agosto de 2025

### Clubes
| Club                        | Div.                | Temporada           | Liga | Liga | Copa Nacional | Copa Nacional | Copa Internacional | Copa Internacional | Total | Total |
| Club                        | Div.                | Temporada           | PJ   | G    | PJ            | G             | PJ                 | G                  | PJ    | G     |
| --------------------------- | ------------------- | ------------------- | ---- | ---- | ------------- | ------------- | ------------------ | ------------------ | ----- | ----- |
| Cerro Porteño Paraguay      | 1.ª                 | 2010                | 1    | 0    | -             | -             | -                  | -                  | 1     | 0     |
| Cerro Porteño Paraguay      | 1.ª                 | 2011                | 4    | 0    | -             | -             | -                  | -                  | 4     | 0     |
| Cerro Porteño Paraguay      | 1.ª                 | 2012                | 0    | 0    | -             | -             | -                  | -                  | 0     | 0     |
| Cerro Porteño Paraguay      | 1.ª                 | 2013                | 6    | 1    | -             | -             | -                  | -                  | 6     | 1     |
| Cerro Porteño Paraguay      | 1.ª                 | 2014                | 16   | 1    | -             | -             | 4                  | 0                  | 20    | 1     |
| Cerro Porteño Paraguay      | Total               | Total               | 27   | 2    | -             | -             | 4                  | 0                  | 31    | 2     |
| Rubio Ñu Paraguay           | 1.ª                 | 2011                | 19   | 1    | -             | -             | -                  | -                  | 19    | 1     |
| Rubio Ñu Paraguay           | 1.ª                 | 2015                | 5    | 1    | -             | -             | -                  | -                  | 5     | 1     |
| Rubio Ñu Paraguay           | 1.ª                 | 2016                | 20   | 8    | -             | -             | -                  | -                  | 20    | 8     |
| Rubio Ñu Paraguay           | 1.ª                 | 2017                | 11   | 0    | -             | -             | -                  | -                  | 11    | 0     |
| Rubio Ñu Paraguay           | Total               | Total               | 55   | 10   | -             | -             | -                  | -                  | 55    | 10    |
| Sportivo Luqueño Paraguay   | 1.ª                 | 2012                | 18   | 3    | -             | -             | -                  | -                  | 18    | 3     |
| Sportivo Luqueño Paraguay   | Total               | Total               | 18   | 3    | -             | -             | -                  | -                  | 18    | 3     |
| Sportivo Carapeguá Paraguay | 1.ª                 | 2013                | 17   | 1    | -             | -             | -                  | -                  | 17    | 1     |
| Sportivo Carapeguá Paraguay | Total               | Total               | 17   | 1    | -             | -             | -                  | -                  | 17    | 1     |
| Deportivo Capiatá Paraguay  | 1.ª                 | 2015                | 6    | 0    | -             | -             | -                  | -                  | 6     | 0     |
| Deportivo Capiatá Paraguay  | Total               | Total               | 6    | 0    | -             | -             | -                  | -                  | 6     | 0     |
| Unión Argentina             | 1.ª                 | 2016/17             | 17   | 4    | 2             | 0             | -                  | -                  | 19    | 4     |
| Unión Argentina             | Total               | Total               | 17   | 4    | 2             | 0             | -                  | -                  | 19    | 4     |
| General Díaz Paraguay       | 1.ª                 | 2018                | 7    | 0    | 0             | 0             | 1                  | 0                  | 8     | 0     |
| General Díaz Paraguay       | 1.ª                 | 2019                | 31   | 4    | 0             | 0             | -                  | -                  | 31    | 4     |
| General Díaz Paraguay       | Total               | Total               | 38   | 4    | 0             | 0             | 1                  | 0                  | 39    | 4     |
| Millonarios · Colombia      | 1.ª                 | 2020                | 18   | 0    | 0             | 0             | 4                  | 0                  | 22    | 0     |
| Millonarios · Colombia      | Total               | Total               | 18   | 0    | 0             | 0             | 4                  | 0                  | 22    | 0     |
| River Plate Paraguay        | 1.ª                 | 2021                | 9    | 1    | -             | -             | 3                  | 1                  | 12    | 2     |
| River Plate Paraguay        | Total               | Total               | 9    | 1    | -             | -             | 3                  | 1                  | 12    | 2     |
| Sol de América Paraguay     | 1.ª                 | 2021                | 6    | 0    | 5             | 0             | -                  | -                  | 11    | 0     |
| Sol de América Paraguay     | Total               | Total               | 6    | 0    | 5             | 0             | -                  | -                  | 11    | 0     |
| Guaireña Paraguay           | 1.ª                 | 2022                | 28   | 3    | 2             | 1             | 7                  | 1                  | 37    | 5     |
| Guaireña Paraguay           | 1.ª                 | 2023                | 15   | 1    | 2             | 0             | -                  | -                  | 17    | 1     |
| Guaireña Paraguay           | Total               | Total               | 43   | 4    | 4             | 1             | 7                  | 1                  | 54    | 6     |
| Resistencia Paraguay        | 1.ª                 | 2023                | 15   | 0    | 0             | 0             | -                  | -                  | 15    | 0     |
| Resistencia Paraguay        | 2.ª                 | 2024                | 14   | 0    | 0             | 0             | -                  | -                  | 14    | 0     |
| Resistencia Paraguay        | Total               | Total               | 29   | 0    | 0             | 0             | -                  | -                  | 29    | 0     |
| 12 de Junio Paraguay        | 2.ª                 | 2024                | 8    | 2    | 1             | 0             | -                  | -                  | 9     | 2     |
| 12 de Junio Paraguay        | Total               | Total               | 8    | 2    | 1             | 0             | -                  | -                  | 9     | 2     |
| Tacuary Paraguay            | 2.ª                 | 2025                | 16   | 4    | 1             | 0             | -                  | -                  | 17    | 4     |
| Tacuary Paraguay            | Total               | Total               | 16   | 4    | 1             | 0             | -                  | -                  | 17    | 4     |
| Total en su carrera         | Total en su carrera | Total en su carrera | 307  | 35   | 13            | 1             | 19                 | 2                  | 339   | 38    |

### Selección
| Selección                        | Año                 | Amistosos | Amistosos | Sudamérica(1) | Sudamérica(1) | Mundial | Mundial | Total | Total |
| Selección                        | Año                 | PJ        | G         | PJ            | G             | PJ      | G       | PJ    | G     |
| -------------------------------- | ------------------- | --------- | --------- | ------------- | ------------- | ------- | ------- | ----- | ----- |
| Sub-17 Paraguay                  |                     |           |           |               |               |         |         |       |       |
| 2009                             | -                   | -         | 3         | 0             | -             | -       | 3       | 0     |       |
| Total                            | -                   | -         | 3         | 0             | -             | -       | 3       | 0     |       |
| Total en su carrera              | Total en su carrera | -         | -         | 3             | 0             | -       | -       | 3     | 0     |
| (1) Incluye Sudamericano Sub-17. |                     |           |           |               |               |         |         |       |       |

## Palmarés
| Título          | Club          | País     | Año  |
| --------------- | ------------- | -------- | ---- |
| Torneo Clausura | Cerro Porteño | Paraguay | 2013 |